# Gilberto de Almeida Rego
Gilberto Arminio de Almeida Rego (Sant'Ana do Livramento, 28 de novembro de 1895 – 4 de março de 1970) foi um árbitro de futebol brasileiro.
Mediou alguns jogos da Copa do Mundo de 1930 no Uruguai. Era considerado um grande árbitro, que morreu aos 74 anos.
Gilberto de Almeida Rego foi o 2º Árbitro Assistente ("bandeirinha") no primeiro Jogo de Copas do Mundo (em 13 de julho de 1930), no Uruguai. 
O resultado do jogo foi França 4 x 1  México. Nessa ocasião o Árbitro principal foi o uruguaio Domingo Lombardi e o belga (Henry Cristophe foi o 1º Árbitro Assistente.
Almeida Rego apitou outros três jogos na Copa do Mundo FIFA de 1930: 
- Argentina 1 x 0 França (Grupo 1, em 15 de julho de 1930 - Estadio Parque Central, Montevidéu), auxiliado pelo boliviano Ulises Saucedo (1º Assistente) e pelo romeno Constantin Radulescu (2º Assistente); nesta partida Gilberto encerrou a partida aos 39min do segundo tempo, durante um contra-ataque francês, gerando protesto por parte dos europeus. A partida foi reiniciada e cumprido os minutos que faltavam.[4]

- Uruguai 4 x 0 Romênia (Grupo 3, em 21 de julho de 1930 - Estádio Centenário, Montevidéu), auxiliado pelo chileno Alberto Warnken (1º Assistente) e pelo boliviano Ulises Saucedo (2º Assistente);

- Uruguai 6 x 1 Iugoslávia (Semifinais em 27 de julho de 1930 - Estádio Centenário, Montevidéu), auxiliado pelo boliviano Ulises Saucedo (1º Assistente) e pelo francês Thomas Balway (2º Assistente).

Gilberto de Almeida Rêgo integrou a Comissão Técnica da Seleção Brasileira na Copa do Mundo de 1930.
Em Montevidéu, a delegação brasileira incluiu o irmão mais novo de Gilberto, o jogador de futebol Alfredo de Almeida Rêgo ou Doca. Mas ele não foi incluído na lista oficial de 22 jogadores para o torneio.
Gilberto de Almeida Rêgo, seu irmão Alfredo de Almeida Rêgo (1905 - 1988), e seu outro irmão Ary de Almeida Rêgo jogaram no time de basquete São Cristóvão. E por dois anos seguidos os irmãos se sagraram campeões Cariocas de basquete, em 1929 e 1930.